# 高城仙次郎
高城 仙次郎（たかぎ せんじろう、1881年4月4日 - 1934年11月30日）は、日本の経済学者。

## 略歴
兵庫県（現神戸市）出身。旧姓は武田。アメリカに渡り、イェール大学、同大学院でアーヴィング・フィッシャーに師事し、博士号を取得。帰国後同志社教授をへて、1911年慶応義塾大学教授となった。立教大学商学部（現・経済学部、経営学部）教授も務め、三辺金蔵（立教大学第3代総長、慶應義塾大学名誉教授）とともに正統派経済学と物価論を講じた。
1934年「利子歩合論」で慶應義塾大学経済学博士。同年11月30日、胃潰瘍のため死去。

## 著書
- 『利子歩合論』有斐閣 1919
- 『独逸の償金支払能力』秀広社 1923
- 『独逸戦後の財政と金融』清水書店 1924
- 『物価問題』丸善 1926
- 『利子歩合の重要問題』文雅堂 銀行講座 1926
- 『金利論大要』銀行叢書 東京銀行集会所 1928
- 『金利概論』巌松堂書店 1929
- 『物価問題研究 増補』春秋社 春秋文庫 1929

### 翻訳
- フィシヤー『貨幣ト物価』有斐閣書房 1913
- アーヴィング・フイッシヤー『貨幣の購買力』金原賢之助共訳 改造社 1936

## 論文
- ＜高城仙次郎